# Шартаново
Шарта́ново (рос. Шартаново) — присілок у складі Кічменгсько-Городецького району Вологодської області, Росія. Входить до складу Кічмензького сільського поселення.

## Населення
Населення — 102 особи (2010; 123 у 2002).
Національний склад (станом на 2002 рік):
- росіяни — 99 %